# Mieke Benda
Mieke Benda (ca. 1941) is een Nederlands televisieregisseur, vooral bekend als bedenker en regisseur van het televisieprogramma Stuif es in. Ze is de dochter van H.A. Benda (1914-1979), de eerste hoofdredacteur van het omroepblad Televizier.
Mieke Benda werkte 35 jaar bij de AVRO, en ontving de Bronzen Zaaier, de hoogste AVRO-onderscheiding voor verdiensten. Ze is bestuurslid van de Stichting Nationale Hannie Schaftherdenking.

## Een greep uit haar andere programma's
- Rikkie en Slingertje (tv-serie, 1966) (regisseur)
- Onderste Boven (tv-film, 1983) (regisseur, producer)
- Playback Show (tv-programma, 1984) (panellid)
- Regisseerde tv-registraties van het Nederlands Filmfestival (1988) (regisseur)
- Uitmarkt (1999) (regisseur)
- Vinger aan de Pols (tv-programma, 1999) (regisseur)

## Privéleven
Ze schreef mee aan de verhalenbundel Oscar de Turk met verhalen over zwerfdieren (ISBN 9789490984038).